# /dev/random
/dev/random ist unter vielen unixoiden Betriebssystemen eine zeichenorientierte virtuelle Gerätedatei, über das Programme auf einen systemweiten Zufallszahlengenerator von hoher Qualität zugreifen können. Da für netzwerkorientierte Systeme wie Unix Kryptographie-Dienste und damit Zufallszahlen eine bedeutende Rolle spielen, kommt dieser Datei und dem dahinterstehenden Treiber eine wichtige Bedeutung zu.
Der Zufallsgenerator sammelt Umgebungsrauschen von Gerätetreibern und anderen Quellen in einem Entropie-„Pool“. Der Generator speichert auch eine Abschätzung über die Anzahl der Bits im Entropie-Pool. Aus diesem „Pool“ werden die Zufallszahlen generiert. Beim Lesen gibt /dev/random nur solange Zufallszahlen zurück, bis die abgeschätzte Entropiemenge erschöpft ist; dann blockieren Lesezugriffe auf /dev/random, bis zusätzliches Umgebungsrauschen erhalten wurde. /dev/random sollte ausreichend sein für Anwendungszwecke, die auf eine sehr hohe Qualität der Zufälligkeit angewiesen sind, wie etwa Verschlüsselung (beispielsweise One-Time-Pads oder Schlüsselerzeugung). Aus Geschwindigkeitsgründen wird in der Praxis oft nur der „Seed“ eines Pseudo-Zufallszahlengenerators von /dev/random gelesen (z. B. in OpenSSL, PGP und GnuPG).
Der aktuelle Füllstand des Entropie-Pools lässt sich unter Linux aus der Datei /proc/sys/kernel/random/entropy_avail ermitteln. Eine Ausgabe der Datei liefert die verfügbare Entropie in Bit, wobei das Maximum von 4096 Bit einem vollständig gefüllten „Pool“ entspricht.

## /dev/urandom
Aus /dev/urandom (von engl. unlimited random(ness)) können wie aus /dev/random Zufallszahlen gelesen werden. /dev/urandom blockiert jedoch nicht, wenn eine definierte Entropieschwelle unterschritten wird. In diesem Fall kann nicht ganz ausgeschlossen werden, dass es einem Angreifer gelingt, die erzeugten Pseudozufallszahlen im Nachhinein zu berechnen.

## Standardisierung
/dev/random (wie auch /dev/urandom) ist weder im Filesystem Hierarchy Standard 2.3 noch in der Single UNIX Specification 3.0 spezifiziert. Der Linux-Kernel stellte 1994 als erstes Betriebssystem ein /dev/random-Gerät bereit, woraufhin andere unixoide Betriebssysteme nachzogen, so zum Beispiel FreeBSD 2.2 ab Juni 2000 oder Solaris 9 ab 2002.

## Implementierungen
In FreeBSD findet ein auf dem Yarrow-Algorithmus basierender Generator Verwendung. AIX verwendet seit AIX 5.2 ebenfalls eine Yarrow-Implementation.
In Linux verhält sich /dev/random seit 2020 wie /dev/urandom, da dessen Zufallszahlen mittlerweile als praktikabel selbst für kryptographische Zwecke angesehen werden.

## Verbesserung der Entropie
Über Software, wie z. B. timer_entropyd, haveged, randomsound, lässt sich die Entropie verbessern sowie der Entropie-Pool vergrößern, damit mehr Zufallszahlen zur Verfügung stehen. Mit der GNU-Software rng-tools lassen sich unter Linux und ähnlichen Betriebssystemen physikalische Zufallszahlengeneratoren einbinden.